# تفمم

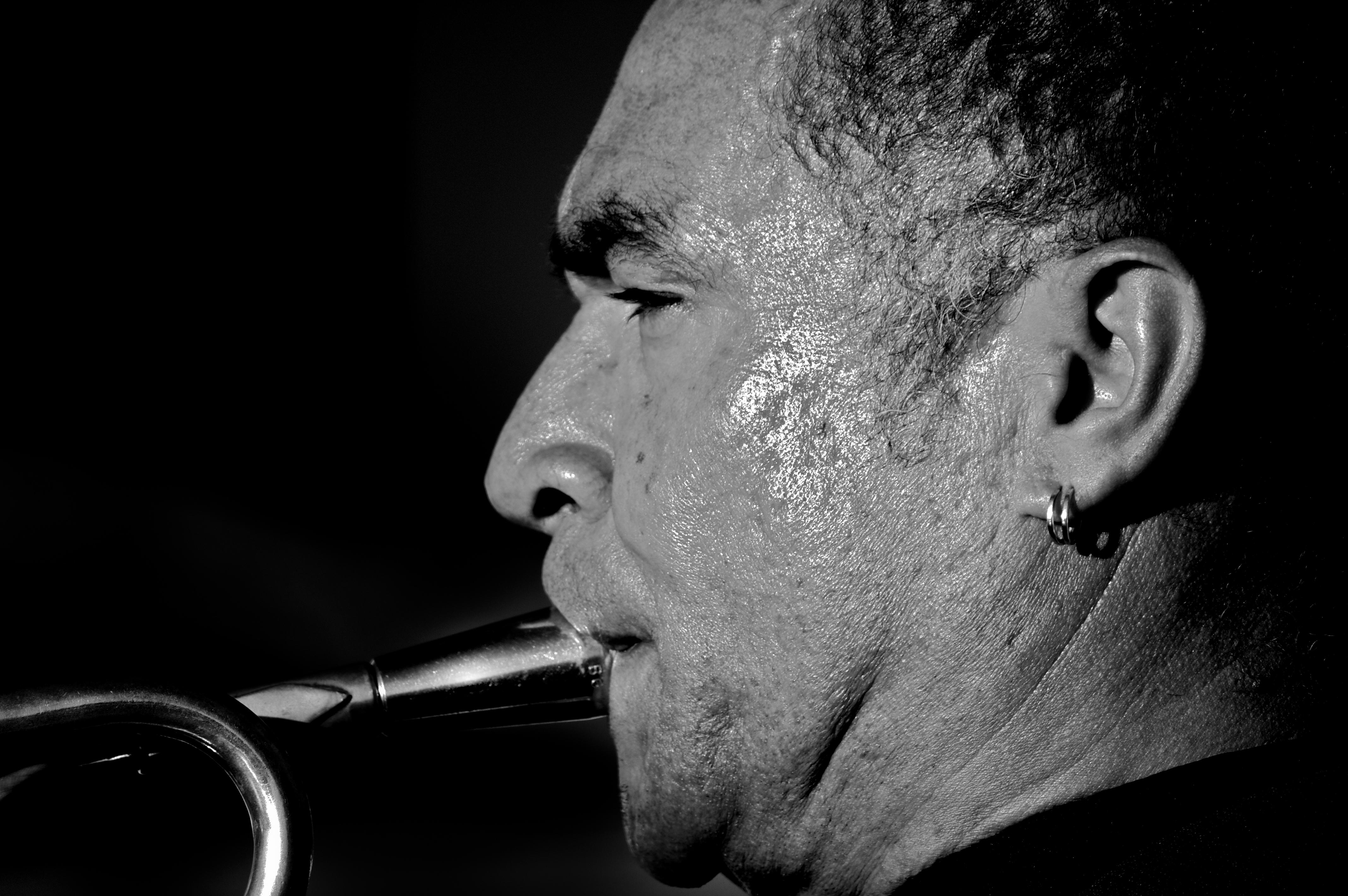

التَّفَمُّم هو هي استخدام الشفتين وعضلات الوجه واللسان والأسنان في العزف على آلة هوائية. وهذا يعني وضع الشفاه على فم آلة النفخ الخشبية أو النحاسية.